# Гульст Веніамін Наумович
Веніамін Наумович Гульст (27 червня 1900, Миколаїв — 1972, Москва) — співробітник органів державної безпеки, 1-й заступник народного комісара внутрішніх справ Естонської РСР, генерал-майор (1945).

## Біографія
Член комуністичної партії з 1921 року. У 1934—1937 рр. — начальник Оперативного відділу ГПУ Грузії — УДБ УНКВС по Грузинській РСР, начальник відділу загрози УРКМ НКВС Грузинської РСР, начальник 2-го та 3-го відділів УДБ НКВС Грузії. З 1938 року — заступник начальника 1-го відділу ГУДБ НКВС СРСР.

«…У 1940 році, у період моєї роботи заступником начальника I відділу з охорони, мене викликав до себе Берія. Коли я з'явився до нього, він поставив мені запитання: чи знаю я дружину Кулик. На мою ствердну відповідь Берія заявив: „Кишки вийму, шкіру здеру, язик відріжу, якщо кому-небудь скажеш те, про що зараз почуєш“. Потім Берія сказав: „Треба вкрасти дружину Кулик, на допомогу даю Церетелі і Володимирського, але треба вкрасти так, щоб вона була одна“. У районі вулиці Воровського протягом двох тижнів ми тримали засідку, але дружина Кулик одна не виходила. Щоночі до нас приїжджав Меркулов перевіряти пост, він квапив нас і сварив, чому ми зволікаємо. Але одного разу вона вийшла одна, ми її відвезли за місто в якийсь особняк. Що стало з цією жінкою, яка її доля, я не знаю. Чув, що Кулик оголошував розшук своєї дружини, але знайти її не міг. Навесні 1940 року Берія наказав мені викликати мою машину і подати її до 1 під'їзду НКВС. У машину сіли Берія, його шофер Борис Сергєєв і я. Берія наказав їхати на дачу Литвинова, вона була за 30 кілометрів від Москви. Дачу Литвинова я показав Берії, він запропонував їхати назад. Коли ми від'їхали кілометрів п'ять, на крутому повороті Берія виліз із машини і сказав мені, що треба підготувати диверсійний акт проти Литвинова. Берія обстежив місце і намітив наступний план: коли машина Литвинова повертатиметься з міста на дачу, з-за повороту йому назустріч повинна була виїхати вантажна автомашина, за кермом якої повинен був сидіти я, а на допомогу мені надають Сергєєва. Обстановка місцевості, її рельєф не давали змоги ухилитися легковій машині з-під удару вантажної автомашини, яка мала розвинути граничну швидкість і врізатися в легкову машину. Необхідність такого диверсійного акту Берія мотивував отриманою нібито вказівкою від одного з керівників партії та уряду. За кілька днів Берія мене викликав удруге і повідомив, що необхідність диверсійного акту відпала, і наказав мовчати і нікому не говорити про його завдання».

У 1940—1941 рр. — заступник наркома внутрішніх справ Естонської РСР, з 15 серпня 1941 р. до серпня 1942 р. був першим заступником (зважаючи на німецько-фашистську окупацію Естонської Республіки, у цей період народний комісаріат фактично не функціонував, Веніамін Гульст виконував відповідальні завдання в Астрахані, Саратові та на Північному Кавказі). Також з 1941 року на керівній роботі у НКДБ-МДБ Грузинської РСР. У 1950-х роках виключений із КПРС і позбавлений генеральського звання.

### Звання
- Старший майор державної безпеки ;
- Генерал-майор (9 липня 1945).[3][4][5]

### Нагороди
- орден Леніна (30.04.1946);
- два ордени Червоного Прапора (26.04.1940, 03.11.1944);
- орден Великої Вітчизняної війни 1 ступеня (19.08.1944);
- орден Червоної Зірки (28.08.1937);
- орден «Знак Пошани» (20.09.1943);
- медалі;
- знак «Почесний працівник ВЧК-ГПУ (XV)» (25.04.1934).

## Адреси
- 1939 (після квітня) — Москва Кропоткінська вулиця, будинок 31, кв. 77, зайняв після арешту Фріновського його 9-кімнатну квартиру[6] .